# Lebanon (Oregon)
Lebanon és una població dels Estats Units a l'estat d'Oregon. Segons el cens del 2000 tenia 12.950 habitants.

## Demografia
Segons el cens del 2000, Lebanon tenia 12.950 habitants, 5.078 habitatges, i 3.442 famílies. La densitat de població era de 952,4 habitants per km².
Dels 5.078 habitatges en un 33,1% hi vivien nens de menys de 18 anys, en un 50,2% hi vivien parelles casades, en un 13,1% dones solteres, i en un 32,2% no eren unitats familiars. En el 27,6% dels habitatges hi vivien persones soles el 14,5% de les quals corresponia a persones de 65 anys o més que vivien soles. El nombre mitjà de persones vivint en cada habitatge era de 2,51 i el nombre mitjà de persones que vivien en cada família era de 3,02.
Per edats la població es repartia de la següent manera: un 27% tenia menys de 18 anys, un 8,5% entre 18 i 24, un 27% entre 25 i 44, un 19,7% de 45 a 60 i un 17,8% 65 anys o més.
L'edat mediana era de 36 anys. Per cada 100 dones de 18 o més anys hi havia 87,2 homes.
La renda mediana per habitatge era de 31.231$ i la renda mediana per família de 37.818$. Els homes tenien una renda mediana de 32.448$ mentre que les dones 24.796$. La renda per capita de la població era de 14.968$. Aproximadament el 14,4% de les famílies i el 15,7% de la població estaven per davall del llindar de pobresa.

## Poblacions més properes
El següent diagrama mostra les poblacions més properes.